# Лаха (Подляское воеводство)
Лаха (пол. Łacha) — деревня в Кольненском повете Подляского воеводства Польши. Входит в состав гмины Туросль. По данным переписи 2011 года, в деревне проживал 501 человек.

## География
Деревня расположена на северо-востоке Польши, на расстоянии приблизительно 14 километров к северо-западу от города Кольно, административного центра повета. Абсолютная высота — 110 метров над уровнем моря.

## История
Согласно «Списку населенных мест Ломжинской губернии», в 1906 году в деревне Лаха проживало 788 человек (390 мужчин и 398 женщин). В конфессиональном отношении всё население деревни исповедовало католицизм. В административном отношении деревня входила в состав гмины Туросль Кольненского уезда.
В период с 1975 по 1998 годы Лаха являлась частью Ломжинского воеводства.